# کوجاتا (رود)
کوجاتا (به لاتین: Kojata) یک رود است که در قرقیزستان واقع شده‌است.